# Holtålen
Holtålen és un municipi del comtat noruec de Trøndelag. Té 2.031 habitants (2016) i té una superfície de 1,209.5 km².